# 1 Czechosłowacka Dywizja Piechoty (Francja)
1 Czechosłowacka Dywizja Piechoty – ochotnicza czechosłowacka jednostka wojskowa walcząca u boku armii francuskiej podczas kampanii francuskiej 1940 r.
Dywizja została sformowana 15 stycznia 1940 r. spośród Czechów i Słowaków, którzy uciekli z Protektoratu Czech i Moraw. Na jej czele stanął gen. Rudolf Viest. Składała się z trzech pułków piechoty, pułku artylerii, pułku przeciwpancernego, oddziału saperów i zwiadowczego. Wiosną liczyła ok. 10 tys. żołnierzy. Dywizja była jednak przez Francuzów słabo wyposażona i uzbrojona, występowało też wiele problemów z zakwaterowaniem, wyżywieniem itp. Radiostacje często nie działały, a artyleria miała działa w tak złym stanie, że dowódcy bali się używać ich podczas ćwiczeń. 
Po zaatakowaniu Francji przez Niemcy 10 maja, Dywizja otrzymała rozkaz przejścia na front nad rzeką Marną, na południowy wschód od Paryża. Jednakże z powodu braków w uzbrojeniu dowództwo skierowało do walki jedynie 1 i 2 pułki piechoty, liczące ponad 2,2 tys. ludzi z 166 ckm i lkm oraz 18 moździerzami. Zapasy amunicji były niewielkie. Dowództwo nad piechotą przejął gen. Jaroslav Čihák, gdyż gen. R. Viest rozchorował się. 11 czerwca czechosłowaccy żołnierze dotarli do obszaru działań. 1 pułk piechoty został przydzielony do francuskiej 23 Dywizji Piechoty, zaś 2 pułk piechoty do 4 Lekkiej Dywizji Zmechanizowanej. Oba pułki toczyły ciężkie walki nad Marną i Loarą, ale z powodu odwrotu wojsk francuskich same musiały stale się wycofywać. Po podpisaniu 17 czerwca przez Francuzów zawieszenia broni z Niemcami, gen. J. Čihák 19 czerwca nakazał wszystkim oddziałom czechosłowackim przejście do południowej Francji. 20 czerwca czeski prezydent Edvard Beneš uzyskał w Londynie zgodę na natychmiastową ewakuację jego rodaków do Wielkiej Brytanii. W jej wyniku zdołano uratować ok. 5 tys. Czechów i Słowaków, w tym ok. 900 wojskowych. 
Podczas kampanii francuskiej 1 Czechosłowacka Dywizja Piechoty straciła ok. 400 zabitych i kilkuset zaginionych. Wielu jej żołnierzy zostało schwytanych przez Niemców.